# New Buda Township (comté de Decatur, Iowa)
New Buda Township est un township, du comté de Decatur en Iowa, aux États-Unis,.
Le nom de New Buda est dérivé de Buda, partie de Budapest, donné par un migrant hongrois qui s'installe dans la région.

## Source de la traduction
- (en) Cet article est partiellement ou en totalité issu de l’article de Wikipédia en anglais intitulé « New Buda Township, Decatur County, Iowa » (voir la liste des auteurs).